# کیوشی آتسومی
کیوشی آتسومی (渥美 清 Atsumi Kiyoshi؛ ۱۰ مارس ۱۹۲۸ – ۴ اوت ۱۹۹۶) بازیگر اهل ژاپن بود.
از فیلم‌هایی که وی در آن‌ها نقش داشته است، می‌توان به  مجموعه‌فیلم‌های اوتوکو وا تسورای یو اشاره نمود.